# Дамский, Абрам Маркович
Абрам Маркович Да́мский (при рождении Абрам Лейзер-Мордхелевич Дамский; 11 (24) июля 1906, Ковно — 17 сентября 1983, Ленинград) — советский инженер, учёный, организатор электроприборостроения. Директор завода «Вибратор» (1941—1975).

## Биография
Родился 11 (24) июля 1906 года в Ковно (ныне Каунас, Литва) в еврейской семье. Родители — вилиямпольский мещанин Лейзер-Мордхель Абрамович Дамский (1859—?) и Лея Берелевна Дамская (в девичестве Гутович, 1865—?). Окончил электромеханический факультет Ленинградского политехнического института (в то время — Ленинградский электромеханический институт) (1932). С декабря 1931 по июль 1941 года работал в Отраслевой лаборатории измерений (ОЛИЗ, с января 1941 года — ВИЭП): инженер, заведующий лабораторией (1936), заместитель главного инженера (1941). Член ВКП(б) с 1941 года.
В 1941—1975 годах директор завода «Вибратор» (Ленинградский институт электроприборостроения, в 1942—1954 годах завод № 531).
Институт во время блокады Ленинграда выпускал приборы для кораблей, малогабаритные приборы М63 для осколочно-чугунных мин и противотанковых магнитных мин (за этот период изготовлено около 100 тысяч приборов).
C 1938 года преподавал в ЛПИ имени М. И. Калинина. Автор 15 изобретений, кандидат технических наук (1946).
Под руководством А. М. Дамского разработано и пущено в серийное производство более 400 типов новых электроизмерительных приборов.
Похоронен на Серафимовском кладбище Санкт-Петербурга.

## Награды и премии
- орден Отечественной войны II степени (18.7.1945)
- орден Красной Звезды (1942)
- орден «Знак Почёта»
- орден Трудового Красного Знамени
- орден Октябрьской революции
- медаль «За оборону Ленинграда» (9143)
- медали
- Сталинская премия третьей степени (1948) — за разработку конструкции и освоение в серийном производстве новых инерционных осциллографов